# František Hečko
František Hečko (* 10. Juni 1905 in Suchá nad Parnou, Königreich Ungarn; † 1. März 1960 in Martin, Tschechoslowakei) war ein slowakischer Lyriker, Prosaist und Publizist.
Hečko studierte von 1922 bis 1926 an der Landwirtschaftshochschule und war danach von 1928 bis 1945 als Revisor der Landwirtschaftlichen Genossenschaft tätig. Er war nach Ende des Zweiten Weltkriegs bis 1953 im nationalen Kulturinstitut der Slowakei Matica slovenská tätig und wurde danach Vorsitzender des Schriftstellerverbandes, was er bis 1956 blieb.
Hečko war immer eine Verbundenheit mit seiner Heimat wichtig. Nach Ende des Zweiten Weltkrieges wurde er ein Vertreter des Sozialistischen Realismus.

## Werke
- Vysťahovalci Gedichte 1931
- Družstevné výstupy 1940 (unter dem Pseudonym Štefan Čulek)
- Na pravé poludnie Gedichte 1942
- Slovanské verše Gedichte 1946
- Červené víno. Roman 1948 (dt. Roter Wein, Ü.: Hans Gaertner. Artia, Prag 1959)
- Drevená dedina. Roman 1951 (dt. Das hölzerne Dorf. Ü.: Olga Dargova. Volk & Welt, Berlin 1955)
- Svätá tma Romanfragment 1958
- Prechádzky po kraji Aufsätze 1961